# Centullus II van Bigorre
Centullus II van Bigorre (overleden in 1129) was van 1113 tot aan zijn dood graaf van Bigorre. Hij behoorde tot het huis Béarn.

## Levensloop
Centullus II was de tweede zoon van burggraaf Centullus V van Béarn en diens tweede echtgenote, gravin Beatrix I van Bigorre. Na de dood van zijn vader in 1090 werd zijn halfbroer Gaston IV burggraaf van Béarn. Van 1095 tot 1101 namen Gaston IV en Centullus deel aan de Eerste Kruistocht. Na zijn dood van zijn oudere broer Bernard III werd hij in 1113 graaf van Bigorre.
Centullus sloot samen met zijn halfbroer Gaston IV een alliantie met koning Alfons I van Aragón en in 1118 nam hij deel aan diens militaire expeditie tegen de taifa Zaragoza. Voor zijn aandeel in de overwinning kreeg Centullus II van Alfons een deel van de stad Zaragoza en 22 dorpen in de Val d'Aran toegewezen. In 1119 nam hij deel aan de verovering van Tudela en in 1125-1126 aan de grote aanval op de stad Granada. In mei 1122 huldigde hij Alfons als de leenheer van Bigorre, waarmee hij de traditionele feodale banden met het hertogdom Aquitanië verbrak.
In 1129 stierf Centullus II. Omdat hij geen mannelijke nakomelingen had, werd hij opgevolgd door zijn dochter Beatrix II en haar echtgenoot, burggraaf Peter van Marsan. Door het huwelijk werden het burggraafschap Marsan en het graafschap Bigorre verenigd. 

## Huwelijken en nakomelingen
Zijn eerste echtgenote was een vrouw wier identiteit onbekend gebleven is. Ze kregen een dochter:
- Beatrix II (overleden in 1148), huwde met burggraaf Peter van Marsan.

In 1128 huwde Centullus II met zijn tweede echtgenote Estefania, dochter van graaf Raymond Berengarius III van Barcelona. Het huwelijk bleef kinderloos.